# Raorchestes griet
Philautus griet es una especie de rana que habita en India; es endémica de las Ghats occidentales.
Esta especie se encuentra amenazada de extinción debido a la destrucción de su hábitat natural.